# Jim Meskimen
Jim Meskimen est un acteur américain né le 10 septembre 1959 à Los Angeles, Californie (États-Unis). Il est membre de la scientologie

## Filmographie
- 1987 : The Comic Strip (série TV) : Voice (voix)
- 1994 : Le Journal (The Paper) : Tom
- 1995 : Gordy : President Clinton (voix)
- 1995 : Apollo 13 : TELMU White
- 1996 : Orientation: A Scientology Information Film : Academy Supervisor
- 1996 : Escroc malgré lui (Dear God) : State D.A.
- 1996 : La Course au jouet (Jingle All the Way) de Brian Levant : Police Officer at Parade
- 1997 : Les Castors allumés ("The Angry Beavers") (série TV) : Additional Voices (voix)
- 1997 : Rien à perdre (Nothing to Lose) : Business Suit Man
- 1998 : By Default : Richard Deeb
- 1998 : Chance of a Lifetime (TV) : Steve
- 1998 : Parasite mortel (Thirst) (TV) : CDC Agent
- 1999 : P.U.N.K.S. : Detective #1
- 1999 : L'Autre Sœur (The Other Sister) : Carla's Minister (Weddings)
- 1999 : Murder of Crows (A Murder of Crows) (vidéo) : Salesman
- 1999 : En direct sur Edtv (Edtv) de Ron Howard : Dr. Geller
- 1999 : Une fille qui a du chien (Lost & Found) : Good Samaritan
- 1999 : Inherit the Wind (en) (TV) : Sauber
- 1999 : Magnolia de Paul Thomas Anderson : Forensic Scientist
- 2000 : Liées par le secret (Our Lips Are Sealed) : Rick Parker / Stanley Turtleby
- 2000 : Battlefield Earth - Terre champ de bataille (Battlefield Earth: A Saga of the Year 3000) : Blythe
- 2000 : Le Grinch (How the Grinch Stole Christmas) : Officer Wholihan
- 2001 : L'Intrus (Domestic Disturbance) : Bob Lerner
- 2002 : Malcolm in the Middle (saison 3, épisode 15) : Le serveur
- 2002 : Lost : Charlie
- 2004 : This Land : John Kerry / George W. Bush / Howard Dean / Native American / Arnold Schwarzenegger / Bill Clinton (voix)
- 2004 : The Punisher : Accountant
- 2004 : It's Good to Be in D.C. (TV) : George Bush / John Kerry / John Edwards / Dick Cheney / Jim McGreevy / Joe Lieberman / Al Gore / Bill Clinton / Michael Moore / Dan Rather / (more) (voix)
- 2005 : Second Term : Character Voices
- 2005 : Lincoln's Eyes (voix)
- 2006-2008 : Sammy et Scooby en folie (Shaggy & Scooby-Doo Get a Clue !) (TV) : Rooby / Agent 1